# باول هاينز
باول هاينز (بالإنجليزية: Paul Hines)‏ هو لاعب كرة قاعدة أمريكي، ولد في 1 مارس 1855 في فرجينيا في الولايات المتحدة، وتوفي في 10 يوليو 1935 في هايتسفيل في الولايات المتحدة.

## وصلات خارجية
- باول هاينز على موقع دوري كرة القاعدة الرئيسي (الإنجليزية)
- باول هاينز على موقعبيزبول رفرنس.كوم (الدوري الرئيسي) (الإنجليزية)
- باول هاينز على موقعبيزبول رفرنس.كوم (الدوري الثانوي) (الإنجليزية)
- باول هاينز على موقع إي إس بي إن.كوم (أم.أل.بي) (الإنجليزية)
- باول هاينز على موقع مشجعي الرسوم البيانية (الإنجليزية)